# Libelloides sibiricus
Libelloides sibiricus är en insektsart som först beskrevs av Eduard Friedrich Eversmann 1850.  Libelloides sibiricus ingår i släktet Libelloides och familjen fjärilsländor.

## Underarter
Arten delas in i följande underarter:
- L. s. sibiricus
- L. s. chinensis